# Louis Martin (homme politique, 1913-1999)
Pour les articles homonymes, voir Louis Martin et Martin.
Louis Martin, né le 16 août 1913 à Sury-le-Comtal (Loire) et mort dans cette même ville le 16 août 1999, est un homme politique français. 

## Détail des fonctions et des mandats
Mandats parlementaires
- 26 avril 1959 - 26 septembre 1965 : Sénateur de la Loire
- 26 septembre 1965 - 22 septembre 1974 : Sénateur de la Loire
- 22 septembre 1974 - 2 octobre 1983 : Sénateur de la Loire